# 김중수
김중수(金仲秀, 1947년 6월 6일~)는 대한민국의 교육연구학술인이자 금융인이다. 한국개발연구원장, 한림대 총장, 대통령실 경제수석비서관, 주OECD 대사를 지냈으며, 2010년~2014년 제24대 한국은행 총재를 역임하였다.

## 학력
- 1966년: 경기고등학교 졸업
- 1966년~1973년: 서울대학교 경제학과 학사
- 1974년~1979년: 미국 펜실베이니아대학교 대학원 경제학 박사

## 경력
- 1979년~1983년: 미국 오하이오주립대학교 수석연구원(Senior Research Associate)
- 1983년~1989년: 한국개발연구원(KDI) 연구위원
- 1989년~1991년: 국민경제제도연구원 부원장
- 1991년~1993년: 한국개발연구원 부설 국민경제교육연구소 소장
- 1993년 4월~1995년 1월: 대통령비서실 경제비서관(1급)
- 1995년 3월~1997년 1월: OECD 가입준비 사무소장(駐프랑스대사관 공사)
- 1997년 3월~1997년 7월: 재정경제원 경제부총리 특별보좌관(1급)
- 1997년 8월~1998년 3월: 한국조세연구원 원장
- 1998년 4월~2000년 12월: 경희대학교 아태국제대학원 원장
- 2002년 8월~2005년 8월: 한국개발연구원 원장
- 1998년 4월~2007년 1월: 경희대학교 아태국제대학원 교수
- 2007년 2월~2008년 2월: 한림대학교 6대 총장
- 2008년 2월~2008년 6월: 대통령실 경제수석비서관
- 2008년 9월~2010년 3월: 駐OECD대한민국대표부 특명전권대사
- 2010년 4월~2014년 3월 31일: 한국은행 총재
- 2014년~2015년: 美 펜실베이니아대학교 객원교수
- 2016년 3월 2일~2021년 8월 31일: 한림대학교 9대, 10대 총장(한림대학교 총장의 임기는 4년이다.)
- 2017년 12월: 춘천마임축제 이사장
- 2021년 1월 12일~2025년 1월 11일: 학교법인 한림대학교 이사
- 2022년 6월~2025년 6월: 유한재단 이사장

## 상훈
- 1987년: 국민포장
- 1992년: 국민훈장(목련장)

## 저서
- 1984년: 주택보급현황과 당면과제/한국개발연구원
- 1986년: 국민연금제도의 기본구상과 경제사회 파급효과(공저)/한국개발연구원

## 같이 보기
- 이명박
- 한국은행
- 한림대학교
- 경희대학교
- 한국개발연구원